# Margat
Margat of Marqab (Arabisch قلعة المرقب, Qalaat al-Marqab) is een van de kruisvaardersburchten in Syrië, gelegen tussen Tartous en Latakia.
De basalten burcht, een oorspronkelijk Arabisch fort uit 1062, kwam in het begin van de 12e eeuw in handen van de kruisvaarders en werd verkocht aan de Hospitaalridders in 1186. De burcht werd herbouwd volgens de nieuwste militaire architectuurstandaards en bleef in handen van de kruisvaarders tot 1285 toen ze, na een belegering van vijf weken, werd ingenomen door sultan Qalaun, de opvolger van Baibars.
Zoals bij de Krak des Chevaliers is een buitenste verdedigingsmuur met verschillende torens door een gracht gescheiden van de eigenlijke burcht.
De kapel uit de 12e eeuw is een voorbeeld van vroege gotische bouwkunst met nog sporadisch romaanse kenmerken.
Gebouwd op een rots geeft Al Marqab uitzicht over de kustvlakte en de Middellandse Zee.

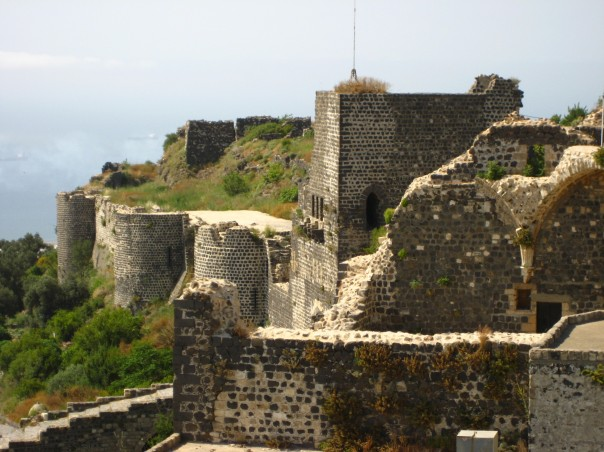
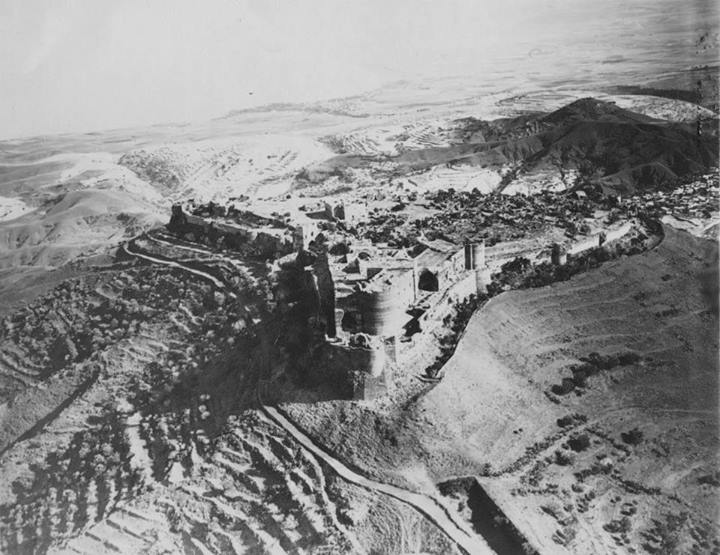
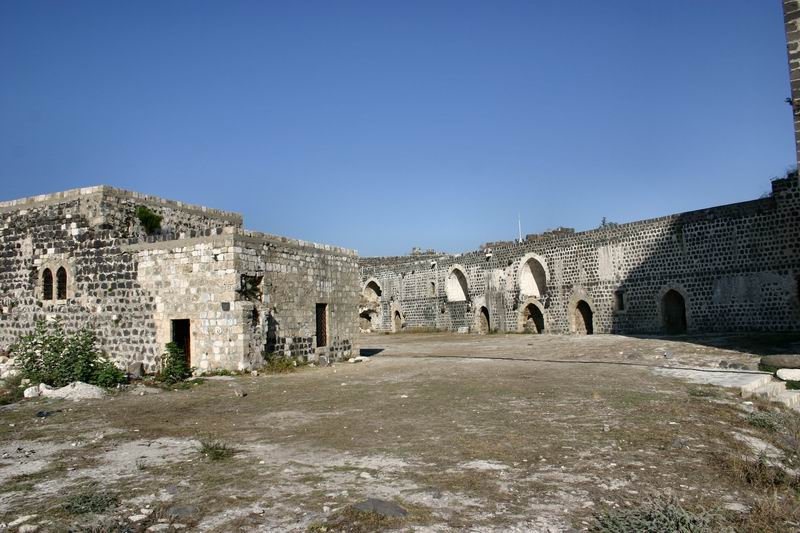